# Helene (måne)
Helene (grekiska ‘Ελένη) är en av Saturnus månar. Den befinner sig i Lagrangepunkt L4 i Dione, Saturnus systemet. Den upptäcktes 1 mars 1980,, och gavs den tillfälliga beteckningen S/1980 S 6. Den heter också Saturn XII.
Helene är 35,2 kilometer i diameter och har ett genomsnittligt avstånd på 377 396 km från Saturnus.

## Utforskning
Helene början observerades från jorden år 1980. När Voyager flög förbi Saturnus i början av 1980-talet fick man mycket närmare vyer av Helene. Cassini-Huygens som gick in i omloppsbana runt Saturnus år 2004 fick ännu bättre utsikt och mer djupgående analys av månen (inklusive utsikt över ytan under olika ljusförhållanden). Några av de närmaste bilder av Helene som hittills tagits är från Cassinis rymdskepp och en annan mycket framgångsrik avbildning följd inträffade i juni 2011. Det har funnits många andra metoder under loppet av Cassinis uppdrag och framtida förbiflygningar som kan ge ytterligare data.